# Ocós
Ocós (del náhuatl, significa «yuca gloriosa») es un municipio del departamento de San Marcos de la región sur-occidente de la República de Guatemala. El municipio es una región muy importante en turismo y exportación de recursos naturales.  
Después de la Independencia de Centroamérica en 1821, el Sanjón de Ocoz —como se conocía en ese entonces— fue asignado al circuito de Retalhuleu en el distrito N.º11 (Suchitepéquez) para la administración de justicia por medio de juicios de jurados cuando se definió el Estado de Guatemala en 1825.
Entre 1838 y 1840 formó parte del Estado de Los Altos, un estado aprobado por el congreso federal de la República Federal de Centro América a instancias de los criollos liberales guatemaltecos, y que fue recuperado por la fuerza para el estado de Guatemala por el general conservador mestizo Rafael Carrera.
Su frontera con México fue establecida en 1896, tras el Tratado Herrera-Mariscal que suscribiera el presidente Justo Rufino Barrios en 1882 con el gobierno de México, y por medio del cual el gobierno guatemalteco renunció definitivamente a sus reclamos sobre el territorio de Soconusco y Guatemala perdió cerca de 10,300 km, catorce pueblos, diecinueve aldeas y cincuenta y cuatro rancherías, mientras que México perdió solamente un pueblo y veintiocho rancherías.  Fue tan nefasto el convenio para Guatemala, que el informe del director de la Comisión de Límites, el ingeniero Claudio Urrutia, fue confiscado por el gobierno del presidente Manuel Estrada Cabrera cuando se hizo público en 1900, y luego por el gobierno del licenciado Julio César Méndez Montenegro cuando se reimprimió en 1968.
El 23 de enero de 2014 perdió casi dos terceras partes de su territorio cuando fue aprobada la creación del municipio de La Blanca como el trigésimo municipio de San Marcos.

## Toponimia
Muchos de los nombres de los municipios y poblados de Guatemala constan de dos partes: el nombre del santo católico que se venera el día en que fueron fundados y una descripción con raíz náhuatl; esto se debe a que las tropas que invadieron la región en la década de 1520 al mando de Pedro de Alvarado estaban compuestas por soldados españoles y por indígenas tlaxcaltecas y cholultecas.  En algunos casos solamente se conserva el nombre en náhuatl, como en el caso de Ocós, en donde el topónimo proviene del idioma náhuatl y se reconocen tres términos que significan lo mismo, pero no se sabe con certeza cual de los ellos es el que originó el topónimo; los términos son «okoshtl», «ocosots» e «izotles», que quieren decir «yuca gloriosa».[cita requerida]

## Demografía
De acuerdo a las proyecciones para 2010 elaboradas en base al censo de población de 2002, el municipio de Ocós contaría con una población aproximada de 40 445 habitantes con una densidad de 142 habitantes por kilómetro cuadrado; tomando en cuenta que esto fue antes de la separación de La Blanca, que se llevó consigo aproximadamente el 50% de la población. Siendo en el censo de 2018 donde se estableció que tenía una población de 12,120 habitantes para ese año.

## Geografía física
El municipio de Ocós tenía una extensión territorial de 205 km² hasta el año 2014, pero perdió aproximadamente el 66% de su territorio con la separación de La Blanca.

### Clima
El municipio está situado en las costas del departamento de San Marcos junto al Océano Pacífico. Debido a eso su clima es caluroso y lluvioso; la cabecera municipal de Ocós tiene clima tropical (Köppen: Aw).
| Parámetros climáticos promedio de Ocós | Parámetros climáticos promedio de Ocós | Parámetros climáticos promedio de Ocós | Parámetros climáticos promedio de Ocós | Parámetros climáticos promedio de Ocós | Parámetros climáticos promedio de Ocós | Parámetros climáticos promedio de Ocós | Parámetros climáticos promedio de Ocós | Parámetros climáticos promedio de Ocós | Parámetros climáticos promedio de Ocós | Parámetros climáticos promedio de Ocós | Parámetros climáticos promedio de Ocós | Parámetros climáticos promedio de Ocós | Parámetros climáticos promedio de Ocós |
| Mes                                    | Ene.                                   | Feb.                                   | Mar.                                   | Abr.                                   | May.                                   | Jun.                                   | Jul.                                   | Ago.                                   | Sep.                                   | Oct.                                   | Nov.                                   | Dic.                                   | Anual                                  |
| -------------------------------------- | -------------------------------------- | -------------------------------------- | -------------------------------------- | -------------------------------------- | -------------------------------------- | -------------------------------------- | -------------------------------------- | -------------------------------------- | -------------------------------------- | -------------------------------------- | -------------------------------------- | -------------------------------------- | -------------------------------------- |
| Temp. máx. media (°C)                  | 34.1                                   | 34.4                                   | 35.4                                   | 35.5                                   | 35.1                                   | 33.6                                   | 34.0                                   | 34.1                                   | 33.6                                   | 33.6                                   | 33.7                                   | 33.5                                   | 34.2                                   |
| Temp. media (°C)                       | 26.7                                   | 27.0                                   | 28.3                                   | 29.1                                   | 29.2                                   | 28.3                                   | 28.3                                   | 28.4                                   | 28.1                                   | 28.1                                   | 27.6                                   | 26.8                                   | 28                                     |
| Temp. mín. media (°C)                  | 19.3                                   | 19.7                                   | 21.2                                   | 22.7                                   | 23.4                                   | 23.1                                   | 22.7                                   | 22.7                                   | 22.7                                   | 22.6                                   | 21.6                                   | 20.2                                   | 21.8                                   |
| Precipitación total (mm)               | 4                                      | 0                                      | 4                                      | 35                                     | 107                                    | 259                                    | 162                                    | 171                                    | 259                                    | 209                                    | 30                                     | 4                                      | 1244                                   |
| Fuente: Climate-Data.org               |                                        |                                        |                                        |                                        |                                        |                                        |                                        |                                        |                                        |                                        |                                        |                                        |                                        |

### Ubicación geográfica
Ocós está ubicado en el departamento de San Marcos, en la frontera con México y sobre la costa del Océano Pacífico; sus colindancias son:
- Norte: Ayutla, municipio del departamento de San Marcos
- Noreste: Coatepeque, municipio del departamento de Quetzaltenango
- Sur: Océano Pacífico
- Este: 
  - La Blanca, municipio del departamento de San Marcos
  - Retalhuleu, municipio del departamento de Retalhuleu
- Oeste: Municipio de Suchiate,  Chiapas, estado de México[12]

|                                       | Norte: Ayutla        | Nordeste: Coatepeque       |
| Oeste: Municipio de Suchiate, Chiapas |                      | Este: La Blanca Retalhuleu |
|                                       | Sur: Océano Pacífico |                            |

## Gobierno municipal
Los municipios se encuentran regulados en diversas leyes de la República, que establecen su forma de organización, lo relativo a la conformación de sus órganos administrativos y los tributos destinados para los mismos.  Aunque se trata de entidades autónomas, se encuentran sujetos a la legislación nacional y las principales leyes que los rigen desde 1985 son:
| N.º | Ley                                                | Descripción |
| --- | -------------------------------------------------- | --- |
| 1   | Constitución Política de la República de Guatemala | Tiene una regulación legal específica para los municipios en los artículos 253 al 262. |
| 2   | Ley Electoral y de Partidos Políticos              | Ley de carácter constitucional aplicable a los municipios en el tema de la conformación de sus autoridades electas. |
| 3   | Código Municipal                                   | Decreto 12-2002 del Congreso de la República de Guatemala. Tiene la categoría de ley ordinaria y contiene preceptos generales aplicables a todos los municipios, e inclusive contiene legislación referente a la creación de los municipios.             |
| 4   | Ley de Servicio Municipal                          | Decreto 1-87 del Congreso de la República de Guatemala. Regula las relaciones entra la municipalidad y los servidores públicos en materia laboral. Tiene su base constitucional en el artículo 262 de la constitución que ordena la emisión de la misma. |
| 5   | Ley General de Descentralización                   | Decreto 14-2002 del Congreso de la República de Guatemala. Regula el deber constitucional del Estado, y por ende del municipio, de promover y aplicar la descentralización y desconcentración económica y administrativa.                                |

El gobierno de los municipios de Guatemala está a cargo de un Concejo Municipal mientras que el código municipal —ley ordinaria que contiene disposiciones que se aplican a todos los municipios— establece que «el concejo municipal es el órgano colegiado superior de deliberación y de decisión de los asuntos municipales […] y tiene su sede en la circunscripción de la cabecera municipal». Por último, el artículo 33 del mencionado código establece que «[le] corresponde con exclusividad al concejo municipal el ejercicio del gobierno del municipio».
El concejo municipal se integra con el alcalde, los síndicos y concejales, electos directamente por sufragio universal y secreto para un período de cuatro años, pudiendo ser reelectos.
Existen también las Alcaldías Auxiliares, los Comités Comunitarios de Desarrollo (COCODE), el Comité Municipal del Desarrollo (COMUDE), las asociaciones culturales y las comisiones de trabajo. Los alcaldes auxiliares son elegidos por las comunidades de acuerdo a sus principios y tradiciones, y se reúnen con el alcalde municipal el primer domingo de cada mes, mientras que los Comités Comunitarios de Desarrollo y el Comité Municipal de Desarrollo organizan y facilitan la participación de las comunidades priorizando necesidades y problemas.
Los alcaldes que ha habido en el municipio son:
- 2004-2016: Edilma Navarijo[14]
- 2016-2020: Aníbal Fausto Maldonado[2]
- 2020-2024: Carlos Danilo Preciado[2]

## Historia

### Tras la Independencia de Centroamérica
La constitución del Estado de Guatemala dividió al territorio en once distritos para la impartición de justicia por medio del método de juicios de jurados el 11 de octubre de 1825; Retalhuleu fue designado como sede de un circuito dentro del distrito N.º11 (Suchitepéquez), circuito al que pertenecían también San Antonio Retalhuleu, San Sebastián, Santa Catarina, Guamuchal, Sanjón de Ocoz y Naranjo.

### El efímero Estado de Los Altos

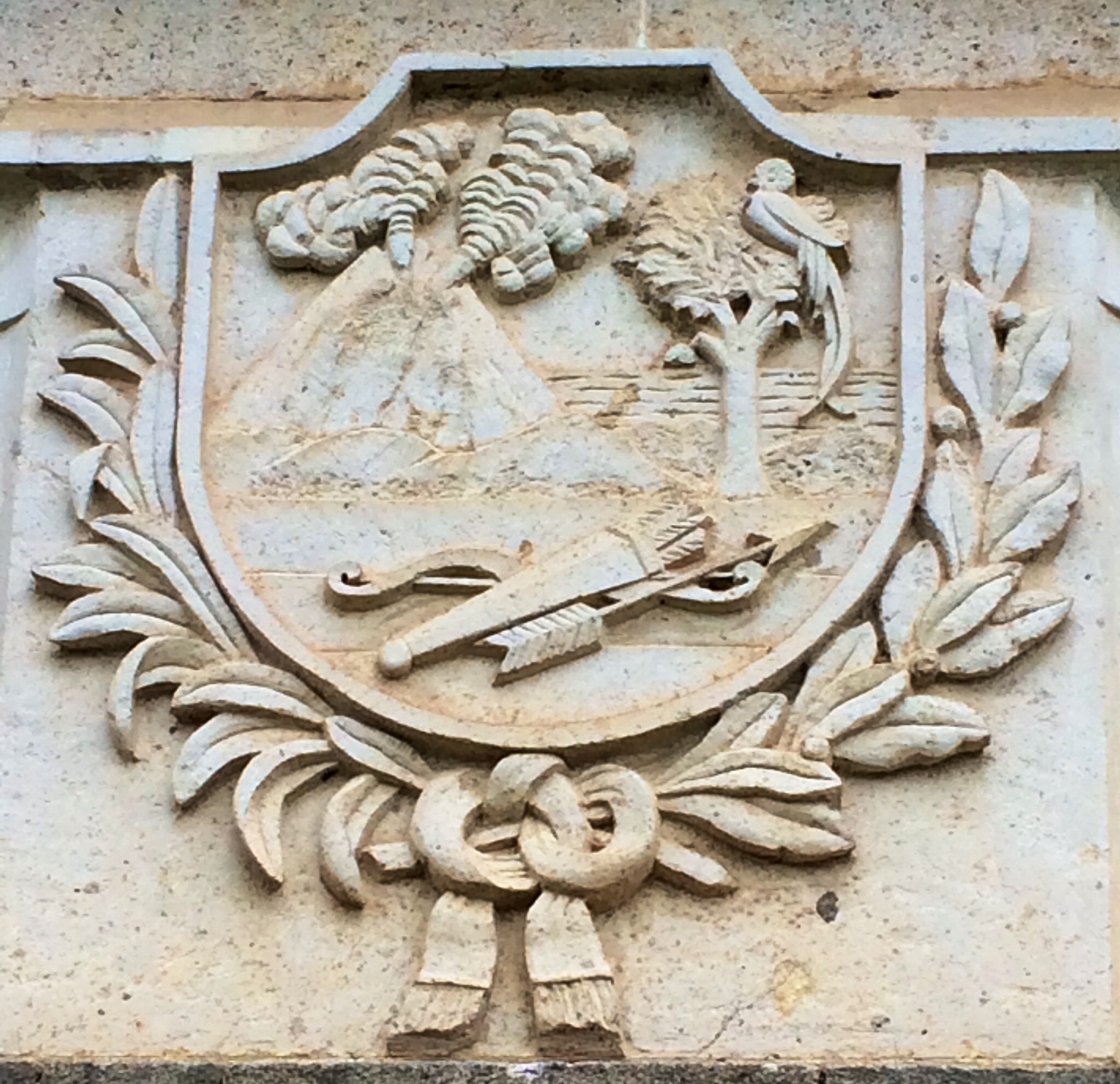
Escudo del Estado de los Altos

A partir del 3 de abril de 1838 Ocós fue parte de la región que formó el efímero Estado de Los Altos y que forzó a que el Estado de Guatemala se reorganizara en siete departamentos y dos distritos independientes el 12 de septiembre de 1839:
- Departamentos: Chimaltenango, Chiquimula, Escuintla, Guatemala, Mita, Sacatepéquez, y Verapaz
- Distritos: Izabal y Petén[15]

La región occidental de la actual Guatemala había mostrado intenciones de obtener mayor autonomía con respecto a las autoridades de la ciudad de Guatemala desde la época colonial, pues los criollos de la localidad consideraban que los criollos capitalinos que tenían el monopolio comercial con España no les daban un trato justo.  Pero este intento de secesión fue aplastado por el general Rafael Carrera, quien reintegró al Estado de Los Altos al Estado de Guatemala en 1840.
El municipio fue fundado el 16 de agosto de 1884.

### Comisión de Límites con México

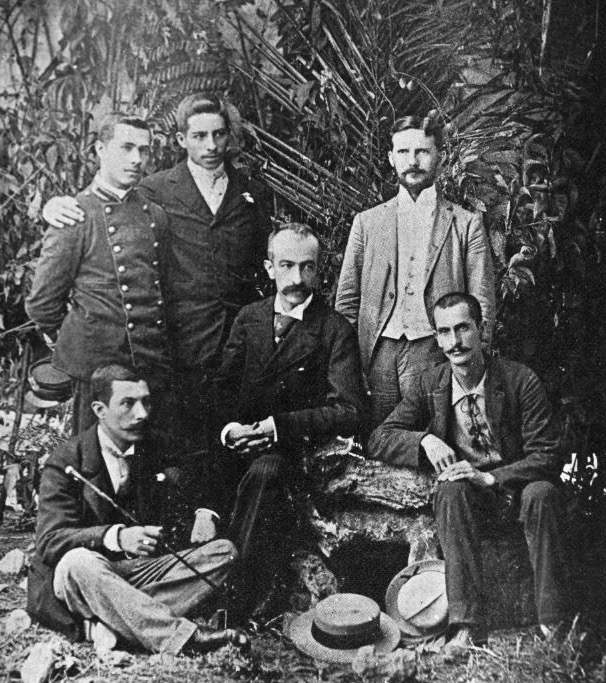
Comisión de ingenieros de Guatemala en el proyecto de la delimitación de límites con México.

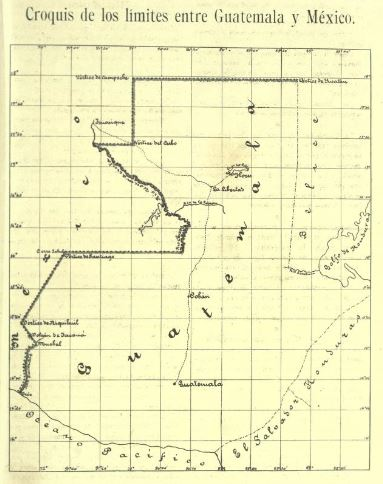
Croquis de los límites de Guatemala y México luego de que la comisión de límites concluyera los trabajos topográficos en 1896.

En virtud del convenio celebrado en la capital de México el 7 de diciembre de 1877 por los representantes de ambos países, fueron nombradas dos comisiones de ingenieros, una por cada nación para que reconocieran la frontera y levantaran un plano que sirviera para las negociaciones entre los dos países; aunque sólo se hizo un mapa de la frontera comprendida entre las faldas del volcán Tacaná y el océano Pacífico, se celebró la reunión del presidente Justo Rufino Barrios y Matías Romero, representante mexicano, en Nueva York el 12 de agosto de 1882, en la que se sentaron las bases para un convenio sobre límites, en las cuales hizo constar que Guatemala prescindía de los derechos que le asistieran sobre Chiapas y Soconusco y se fijaron los límites definitivos.  En noviembre de 1883, se dio principio al trazado de la frontera y al levantamiento del plano topográfico de sus inmediaciones, siendo jefe de la comisión guatemalteca el astrónomo Miles Rock, y sus colaboradores Edwin Rockstroh, Felipe Rodríguez, Manuel Barrera y Claudio Urrutia. En el primer año de trabajo se llegó únicamente al cerro Ixbul, y en el siguiente se buscó llegar al Río Usumacinta o al Río Chixoy, pero fue en extremo difícil debido a que no había caminos en el área.  
En su informe al Gobierno de la República de Guatemala en 1900, el ingeniero Claudio Urrutia indicó que: «[...] el tratado fue fatal para Guatemala. En todo con lo que la cuestión de límites se relacionó durante aquella época, existe algo oculto que nadie ha podido descubrir, y que obligó a las personas que tomaron parte en ello por Guatemala a proceder festinadamente o como si obligados por una presión poderosa, trataron los asuntos con ideas ajenas o de una manera inconsciente». Y luego continúa: «Guatemala perdió por una parte cerca de 15.000 km y ganó por otra, cosa de 5,140 km. Resultado: Una pérdida de 10,300 km. Guatemala perdió catorce pueblos, diecinueve aldeas y cincuenta y cuatro rancherías, con más de 15,000 guatemaltecos, mientras que México perdió un pueblo y veintiocho rancherías con 2500 habitantes: júzguese la equidad en las compensaciones».
Todos los ejemplares de la Memoria sobre la Cuestión de Límites fueron recogidos por órdenes del presidente Manuel Estrada Cabrera poco después de haberse repartido; y de acuerdo a la historiadora Solís Castañeda, lo mismo ocurrió con la segunda edición -1964- y con el libro Grandezas y Miserias de la Vida Diplomática, los cuales fueron decomisado en 1968 por instrucciones del Ministerio de Relaciones Exteriores del gobierno del licenciado Julio César Méndez Montenegro.

### Revolución quetzalteca de 1897

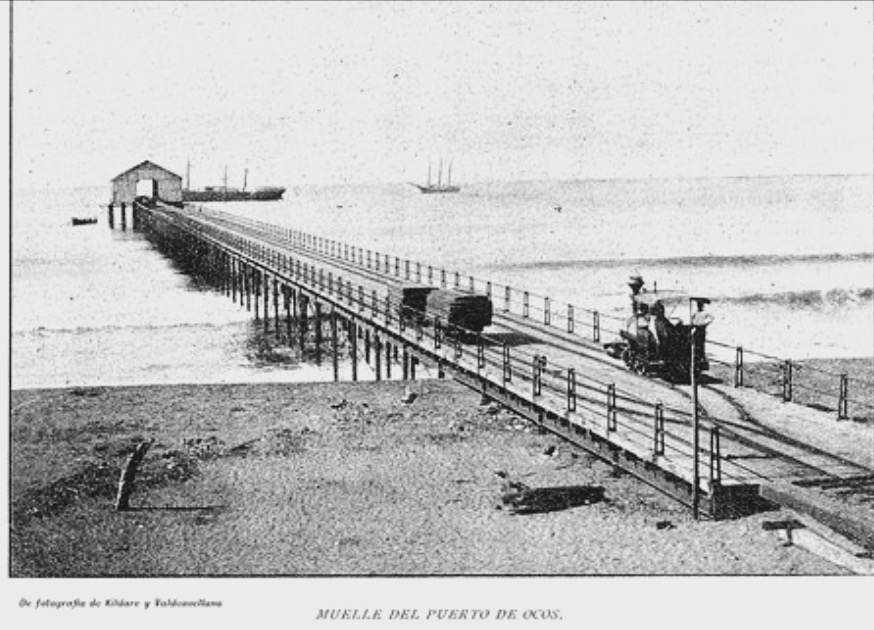
Muelle del puerto de Ocós en 1892. Fotografía de Alberto G. Valdeavellano.

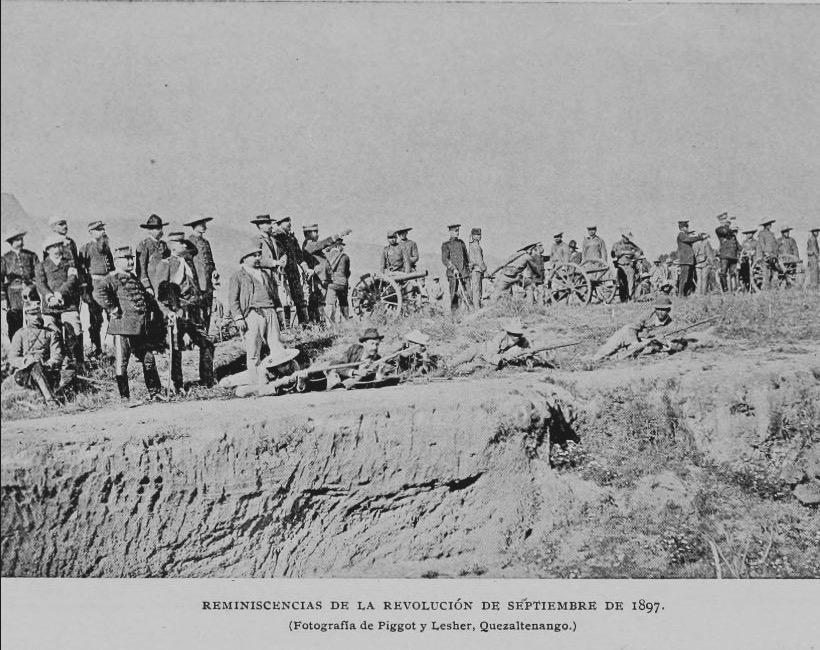
Brigada del general García León en los campos de Totonicapán. Ejército leal al presidente Reina Barrios

En enero de 1897 se iniciaron las revueltas en contra del gobierno del presidente José María Reina Barrios; el 28 de enero el territorio guatemalteco fue invadido por un grupo de revolucionarios, pero fueron derrotados el 2 de febrero y sus líderes -Tadeo Trabanino, Braulio Martínez, Juan Vargas y Anselmo Fajardo- apresados, juzgados y fusilados el mismo día.  Por esos mismos días empezaron a aparecer artículos de opinión en los que se tildaba al régimen de Barrios como tiránico y que ponían en duda la capacidad del gobierno para sacar adelante la Exposición Centroamericana y las elecciones presidenciales al mismo tiempo.
El 5 de marzo de 1897, Próspero Morales renunció a su cargo como Secretario del despacho de Instrucción Pública para participar como candidato presidencial, y finales de ese mes se publicaron fuertes editoriales contra el gobierno en el periódico opositor La República indicando que no se había concluido la línea del Ferrocarril del Norte y que el costo para el país sería enorme; La República acusó al gobierno de despilfarrar el erario pues aparte del Ferrocarril del Norte -que por sí solo hubiera traído grandes beneficios económicos a Guatemala- se habían construido bulevares, parques, plazas, edificios suntuosos, aparte de gastar tres millones de pesos guatemaltecos en la Exposición Centroamericana.
En mayo era mayor el rechazo a la medida de reelección del presidente, la cual se calificó de atentado contra la Constitución;  por eso, el 31 de mayo de 1897 Reina Barrios disolvió la Asamblea Legislativa. Reina Barrios entonces convocó a una nueva Asamblea Constituyente en agosto de 1897, la cual prorrogó su mandato por otros cuatro años de acuerdo al decreto emitido en agosto de 1897.
En septiembre de 1897, los quetzaltecos se manifestaron en contra de la decisión del presidente José María Reina Barrios de extender su mandato; un grupo de revolucionarios, entre los que se encontraba el exministro Próspero Morales, originario de San Marcos, tomó las armas con el fin de apoderarse de varias instituciones y evitar que el gobernante siguiera en el poder. El 7 de septiembre, día en que estalló la revolución, los alzados avanzaron contra San Marcos, en donde tomaron el cuartel militar, la cárcel, las oficinas de rentas y las de telégrafos de esa ciudad. El 15 de septiembre las fuerzas revolucionarias proclamaron su victoria sobre las fuerzas militares de Reina Barrios y las autoridades quetzaltecas desconocen al gobierno del presidente; posteriormente los revolucionarios tomaron Ocós, Colomba y Coatepeque, pero el 4 de octubre el ejército contraatacó y retomó el control dando fin a la revolución. El 23 de octubre de 1897, luego de los eventos bélicos, San Pedro Sacatepéquez pasó a ser la cabecera del departamento de San Marcos.

### Creación del municipio de La Blanca en 2014
Después de seis años de que vecinos del parcelamiento La Blanca comenzaron gestiones en la Gobernación de San Marcos, se convirtieron en el trigésimo municipio de ese departamento y en el 335.º de Guatemala el 23 de enero de 2014. El Congreso de la República conoció la moción privilegiada para conocer de urgencia nacional la creación del municipio La Blanca, la cual fue aprobada por ciento quince diputados, entre los aplausos de los pobladores de La Blanca que acudieron al hemiciclo parlamentario en la Ciudad de Guatemala.
Edilma Navarijo, quien servía su tercer período como alcaldesa de Ocós, municipio de San Marcos de donde se deslindó La Blanca, afirmó que la noticia sobre la creación del nuevo municipio le causó sentimientos encontrados pues por un lado durante su gestión apoyó con obras e infraestructura a La Blanca, pero por otro, aseguró que estaban en la disposición de apoyar al nuevo municipio.
Luego de que el Congreso aprobó la creación del municipio, una unidad móvil de publicidad recorrió las calles de La Blanca para dar a conocer la noticia. Decenas de pobladores salieron a las calles a quemar cohetillos como parte de la celebración, y por la noche, varios vecinos organizaron una caravana motorizada que salió de Las Palmas en Coatepeque, Quetzaltenango, y se desplazó a la nueva cabecera municipal.
En 2015, Edilma Navarijo ya no fue elegida como alcaldesa de Ocós.

## Turismo
El municipio de Ocós tiene varios centros turísticos ubicadas en la costa, muy cerca de la frontera con México. Tiene dos ríos que son el Suchiate y Naranjo.

## Relaciones Internacionales

### Hermanamientos
La ciudad de Ocos está hermanada con 0001 ciudad alrededor del mundo
- Chiapas Angel Albino Corzo[30][31]